# Кучеряну, Сергей Михайлович
Сергей Михайлович Кучеряну (род. 30 июня 1985 года) — российский легкоатлет, специализирующийся на прыжках с шестом.

## Биография
Занятия Сергея легкой атлетикой начались с многоборной подготовки. В 2002 году он установил рекорд России по семиборью среди юношей. После начал специализироваться в прыжке с шестом под руководством отца Михаила Ильича Кучеряну. В 2006 году был самым молодым финалистом Чемпионата Европы с результатом 5.50 м.
Сергей является трехкратным чемпионом России (2012,2013,2014); победителем Кубка Европы 2008 г., финалистом Чемпионатов Европы (2006,2012,2014). На Чемпионате мира 2013 в Москве занял 8-е место.
Участвовал в Олимпиаде-2012 в Лондоне.
С 2015 года ведет тренерскую деятельность.